# Subaru Impreza WRX STI
Subaru Impreza WRX STI (с 2014 года Subaru WRX STI) — спортивный седан/хетчбэк производства компании Subaru с более мощным двигателем и другими настройками подвески, в отличие от младшего собрата WRX

## Первое поколение
История данной модели начинается в далёком 1992 году, когда на замену Subaru Legacy в ралли пришла Impreza. Сначала был заключен договор с компанией ProDrive на модернизацию и обслуживание

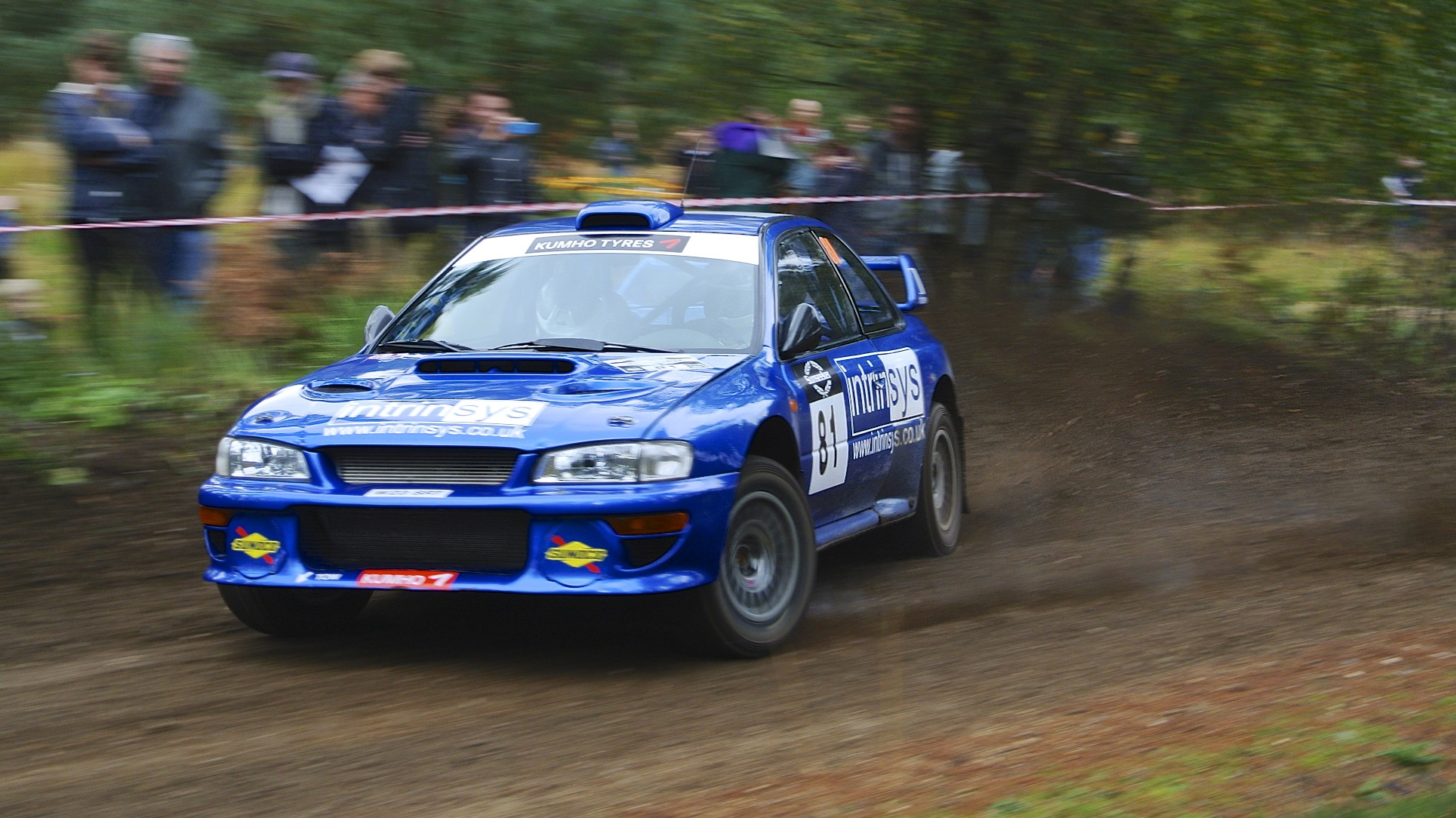
Первое поколение

автомобилей, которые выступают на ралли. Затем, спустя два года был представлен седан от STI, который имел более яркую спортивную направленность, в том числе двигатель EJ207 280 л.с. усиленную подвеску, тормозную систему и ещё много разнообразных улучшений. Этот автомобиль приняли на вооружение Subaru World Rally Team. Первоначально они выпускались для двух рынков, для японского и европейского, однако потом карта продаж сильно увеличилась. Также в первом поколении было выпущено огромное множество различных «специальных версий», например Race Altered. Type-RA имели небывалые для Subaru показатели, но были выпущены ограниченным тиражом, что не позволяло всем желающим опробовать этот автомобиль.
Было также огромное количество специальных версий в Японии и Европе. Их выпуск был приурочен к важным датам и триумфальным победам в WRC. Например, McRae, 555, Catalunya, Terzo, RB5, P1, и 22B. В 1997—1998 годах был произведён рестайлинг первого поколения, в основном они коснулись внешних изменений и изменений салона.
С американскими выпусками дело обстояло несколько иначе: до 1998 года в Америке были представлены только версии с двигателем 1.8 и 2.2 литра с передним или полным приводом, а в 1998 году была представлена Subaru Impreza WRX STI 2.5RS с атмосферным двигателем 165 л.с., увеличенными тормозными дисками от Legacy а также воздуховоды на капоте и высокий задний спойлер

## Второе поколение

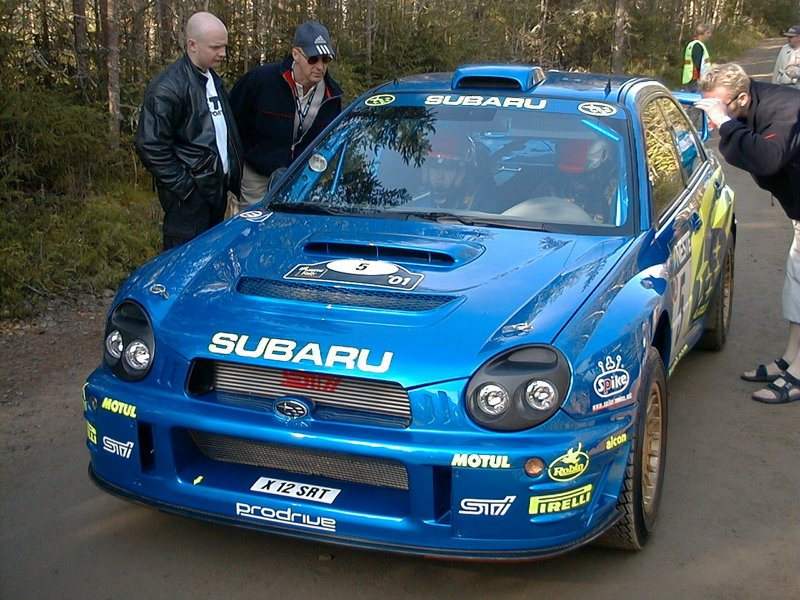
Второе поколение

В августе 2000 года было представлено второе поколение WRX STI. Помимо внешних изменений, автомобиль так же получил на 22 мм увеличенную колёсную базу, что положительно сказалось на управляемости, а также было принято решение отправить кузов купе в историю. Второе поколение пережило несколько рестайлингов. У неё остался всё тот же двигатель EJ207 и EJ257, тот же полный привод, та же подвеска, за исключением их настроек. Сильные изменения претерпел внешний вид и салон. В США второе поколение задержалось аж до 2002 года, а STI до 2004, зато на американском рынке продавались только версии с двигателем 2.5 литра и 280 л.с.

### Первый рестайлинг

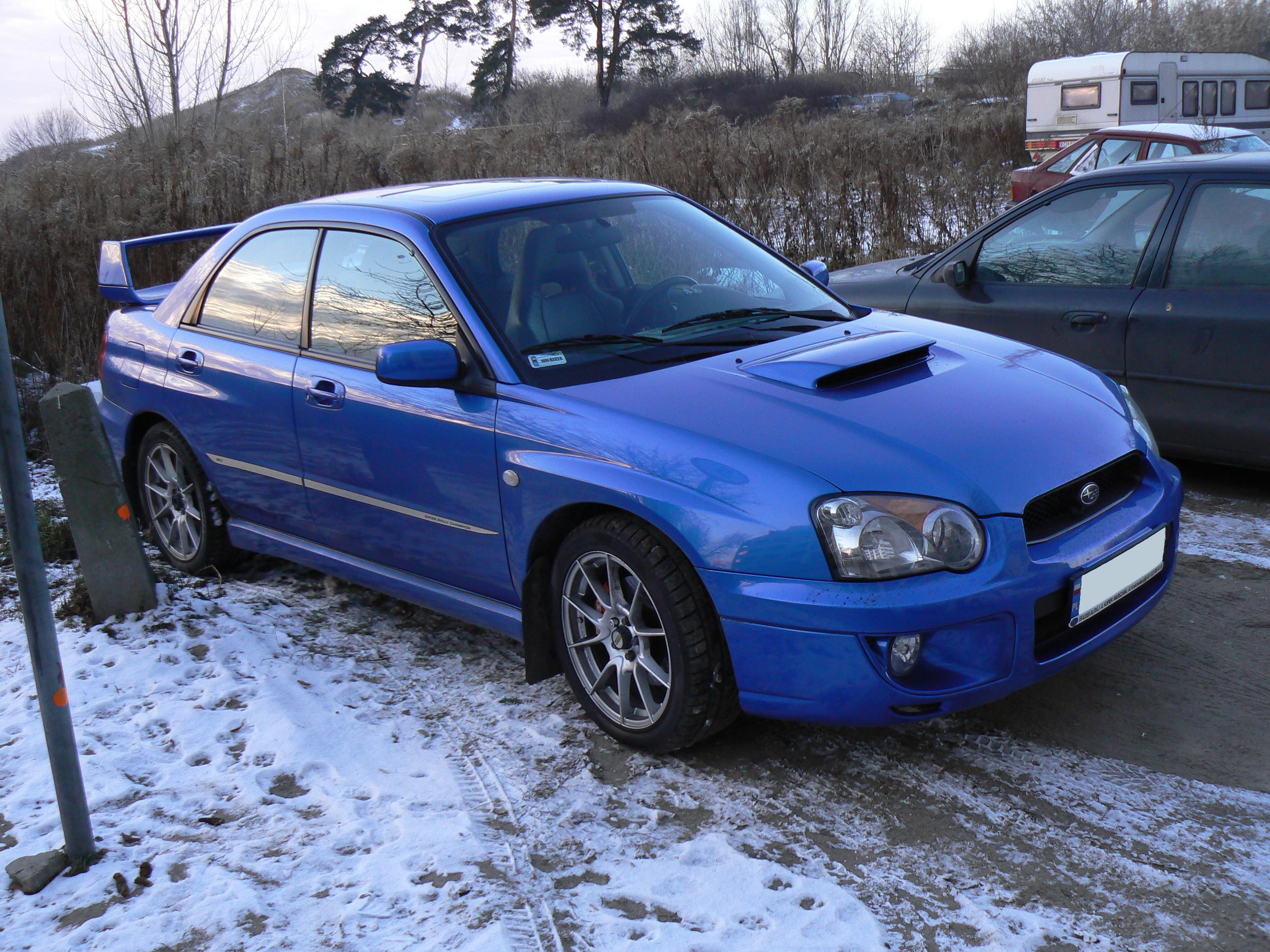
Первый рестайлинг

Первый рестайлинг прошёл в 2002 году и был холодно принят автомобильной прессой из-за «спорного дизайна» — машина получила каплевидные передние фары, были установлены твинскрольная турбина (VF-36 для версии Spec-C и VF-37 для обычных STi). В 2004 STI получили обновление салона, а американские версии, с самого начала продавались с этим салоном.

### Второй рестайлинг

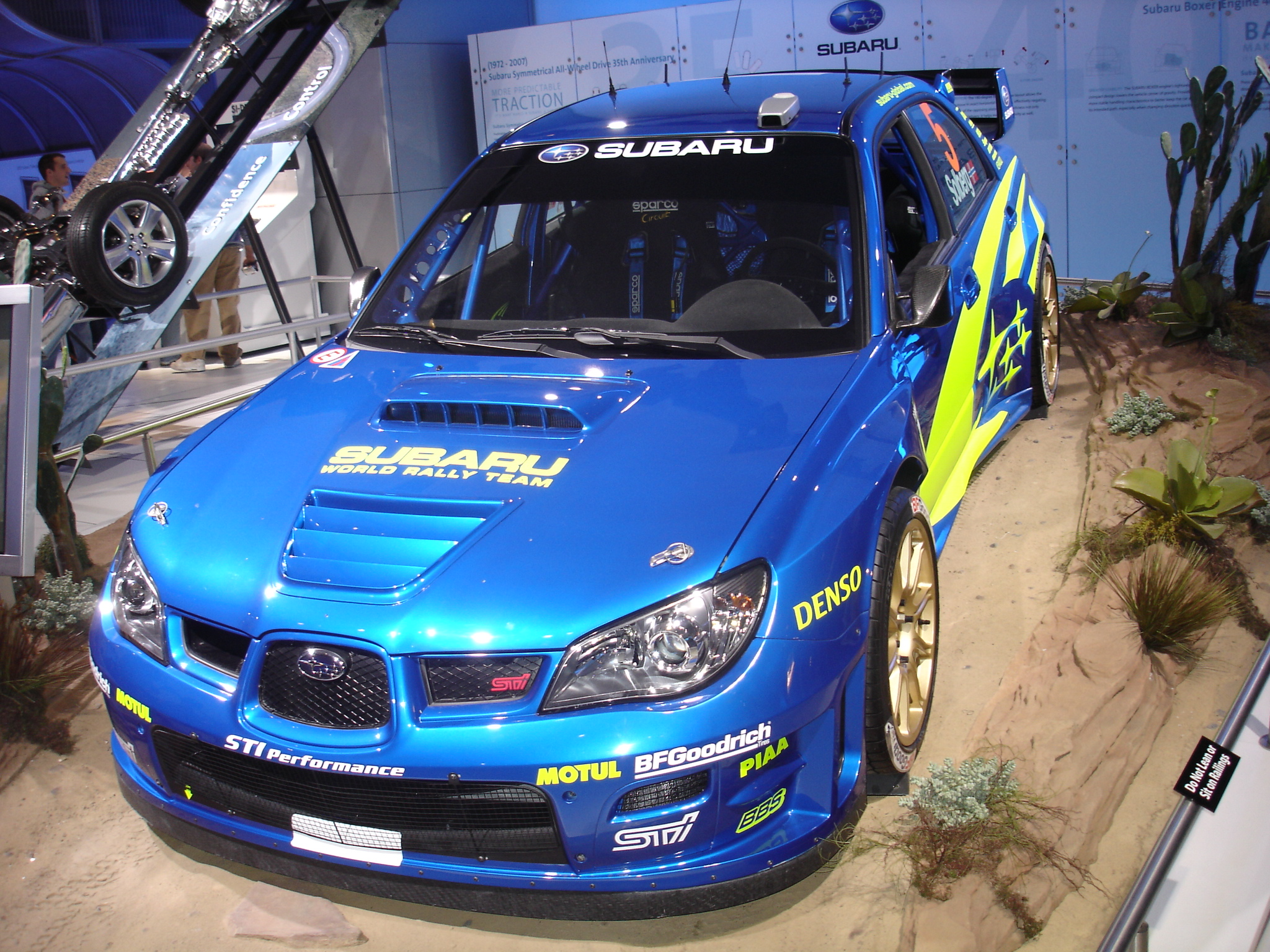
Второй рестайлинг

Второй рестайлинг (2005) почти не отличался от своих предшественников по части технического оснащения. В 2005 году все двигатели Subaru получили в стандартной комплектации систему управления фаз газораспределения AVCS. Так же комплектация 2.0R перешла от 2.5 литрового двигателя к чуть более мощному 2.0 л. Subaru игнорируя растущую тенденцию на «спорт-автоматы» устанавливала на машины 6-МКПП, а АКПП только на лимитированные версии.

## Третье поколение

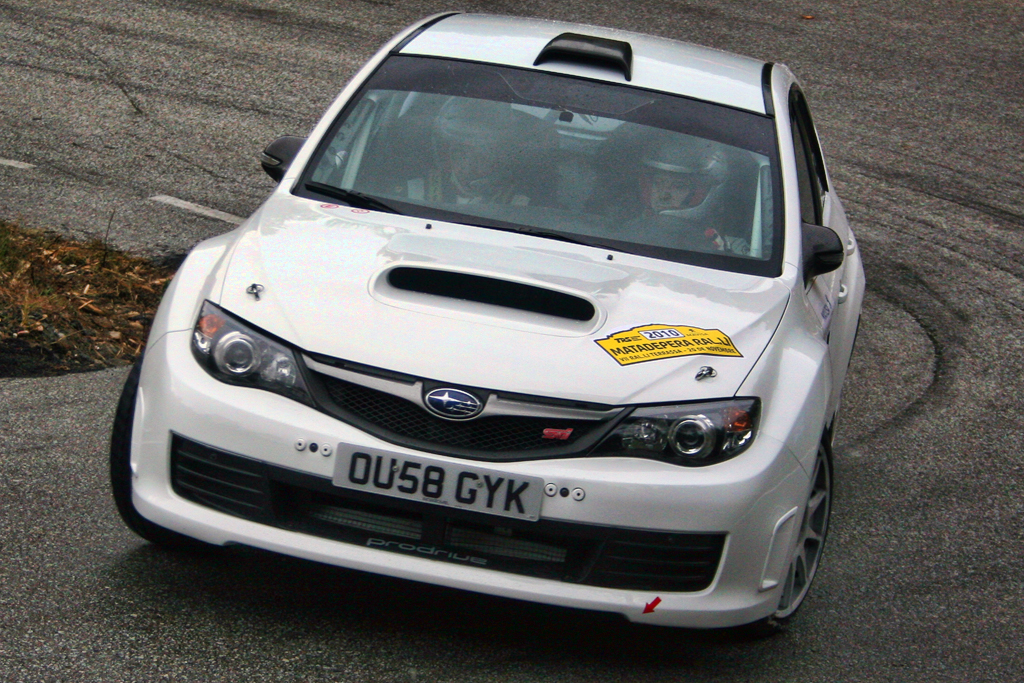
Третье поколение

Третье поколение STI было анонсировано 2 апреля 2007 года только в виде хетчбэка на Нью-Йоркском международном автосалоне, а поступила в продажу в 2008. Маркировка кузова начиналась с букв GR в отличие от классических «хетчбэковских» GH. Комплектовалась как двигателем EJ207 так и EJ257. Первый устанавливался на японские версии, а второй на американские. Для японского двигателя были произведены мелкие доработки и укомплектовали твинскрольной турбиной VF-49, тогда как для американского 2.5 решили установить "синглскрольную"[уточнить] турбину VF-48. Так же дополнительно устанавливались электронно управляемый дифференциал, как спереди так и сзади и система SI Drive, позволяющая выбирать режим вождения.
В третьем поколении подвеску сделали более мягкой, для любителей городской езды и повышения уровня комфорта. В 2010 году была представлена версия седана WRX STi, которая из внешних отличий имела высокий задний спойлер. Так же в третьем поколении были специальные версии. В 2009 году компанией FHI была представлена модель A-line, собранная на базе хетчбэка Subaru Impreza WRX STI. На неё была установлена спортивная 5-АКПП с возможностью ручного переключения передач, или же при помощи подрулевых лепестков и всё тот же SI Drive. А также двигатель большего объёма (2.5, 300 л.с.).

## Четвёртое поколение

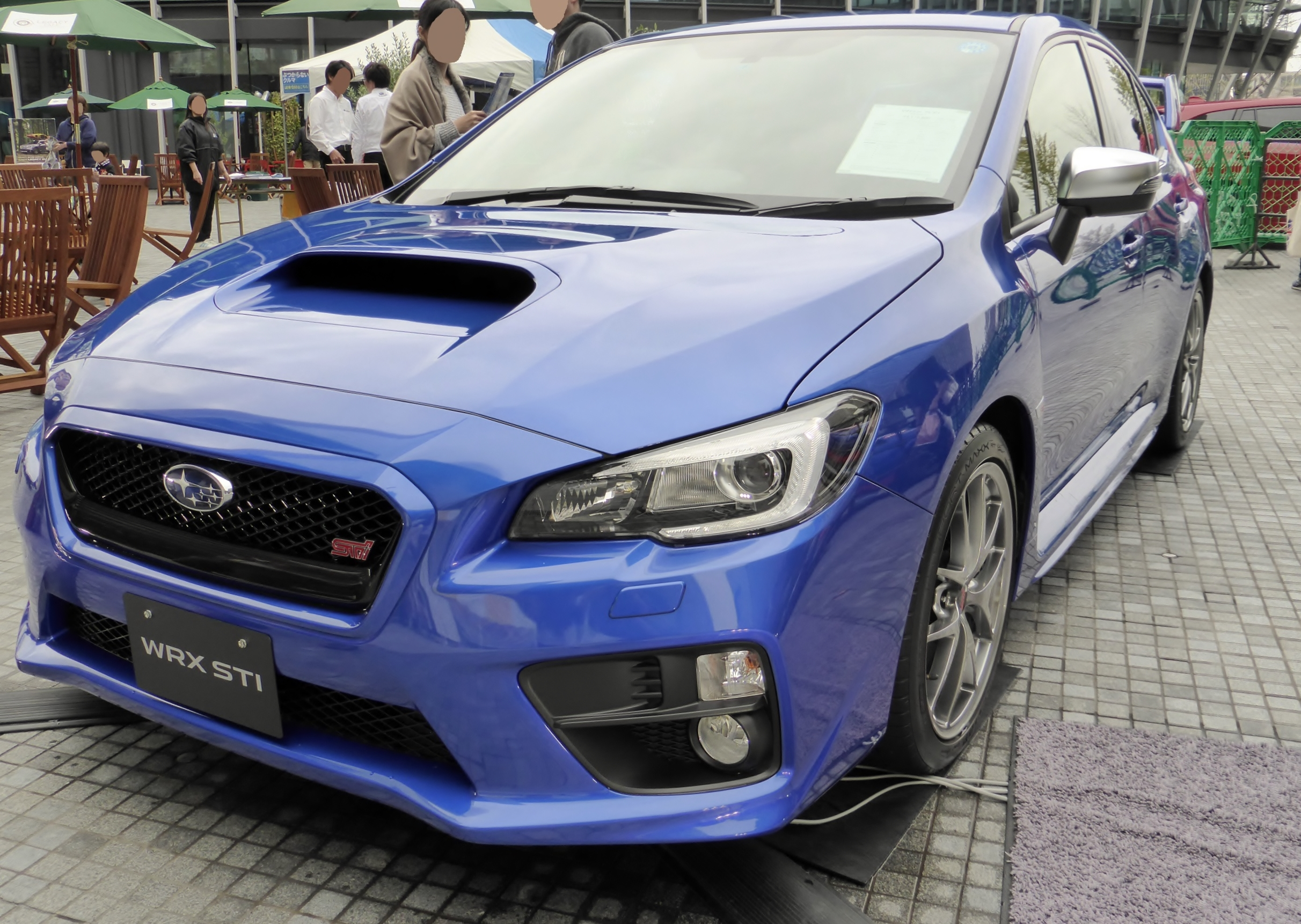
Четвёртое поколение

В 2014 году было выпущено четвёртое поколение  Impreza WRX STI. Наверное, именно это поколение больше всех отличается от всех предыдущих в техническом оснащении. Переработанный оппозитный двигатель  с объёмом 2 литра  (268 л.с. 5600 об/мин) и 2.5 литра (300 л.с. 6000 об/мин) обеспечивает уверенный разгон. Уменьшился и расход топлива, так например FA20DIT потребляет 7.1 литра по трассе, а EJ257, устанавливавшийся на прошлое поколение Impreza WRX STI, 8.4 литра соответственно. Что касается коробки передач, то на выбор есть вариатор и спортивная 6-МКПП с изменёнными передаточными числами относительно стандартной коробки. Подвеска тоже претерпела различные изменения: была увеличена жёсткость пружин и кузова, за счёт чего инженеры получили лучшую управляемость, однако эту подвеску нельзя назвать чрезмерно жёсткой.
Система активного изменения крутящего момента также благотворно влияет на управляемость. Во время прохождения поворота при воздействии бокового ускорения система передает крутящий момент двигателя на определенные колеса с целью сохранения выбранной траектории. Это означает, что WRX и WRX STI быстрее и точнее реагируют на действия рулевым колесом. На ней установлен всё тот же SI Drive, что касается салона, больших изменений не произошло.

## Пятое поколение

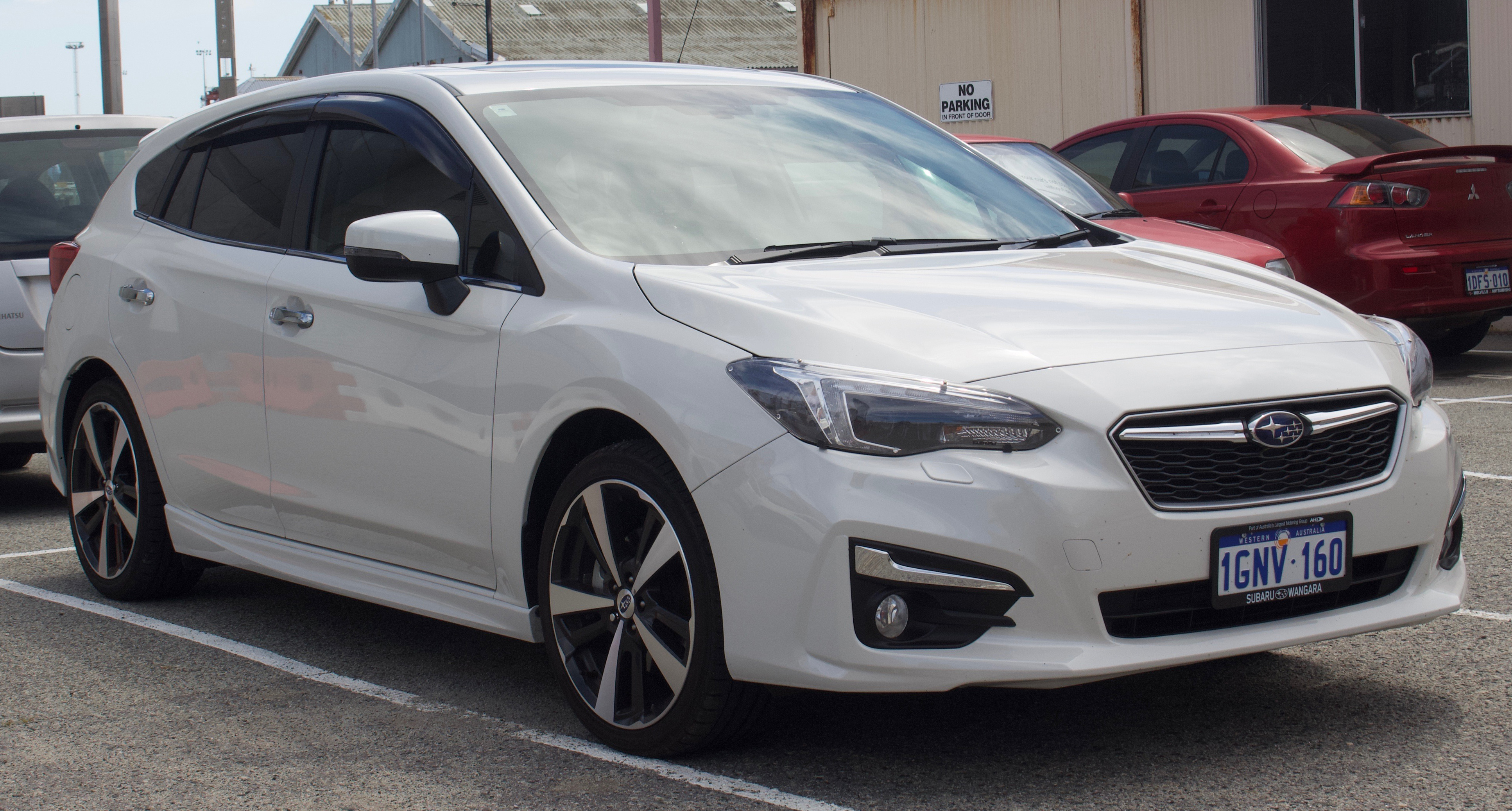
Пятое поколение (хетчбэк)

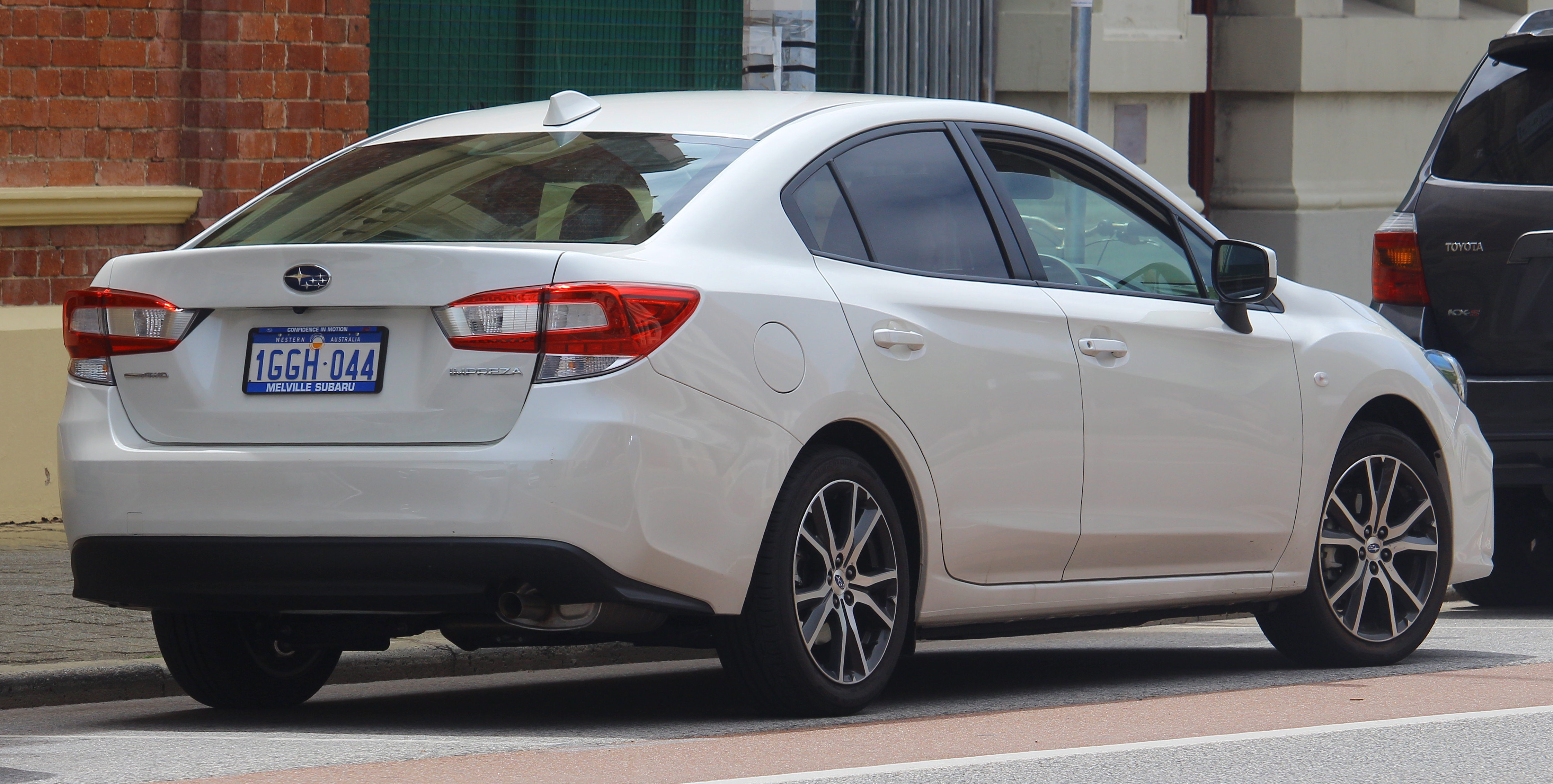
Пятое поколение (седан)

На Нью-Йоркском международном автосалоне в 2016 году представили пятое поколение Impreza в кузовах седан и хетчбэк. Это были первые модели, в основе которых была Глобальная модульная платформа Subaru Global Platform. Продажи в Японии начались 13 октября 2016, в Северной Америке и Австралии — в декабре того же года.
Модельный ряд оснащается двигателем FB20 с объемом 2 литра (150 л.с. 6200 об/мин). На модели WRX ставятся турбированные двигатели объемом 2 литра (268 л.с. 5600 об/мин), на WRX STI — 2.5 литра (300 л.с. 6000 об/мин). Знаменитая система симметричного полного привода Symetrical AWD на моделях пятого поколения, как и на предыдущих, является стандартом для всех рынков, кроме Японии.

## STI и автоспорт

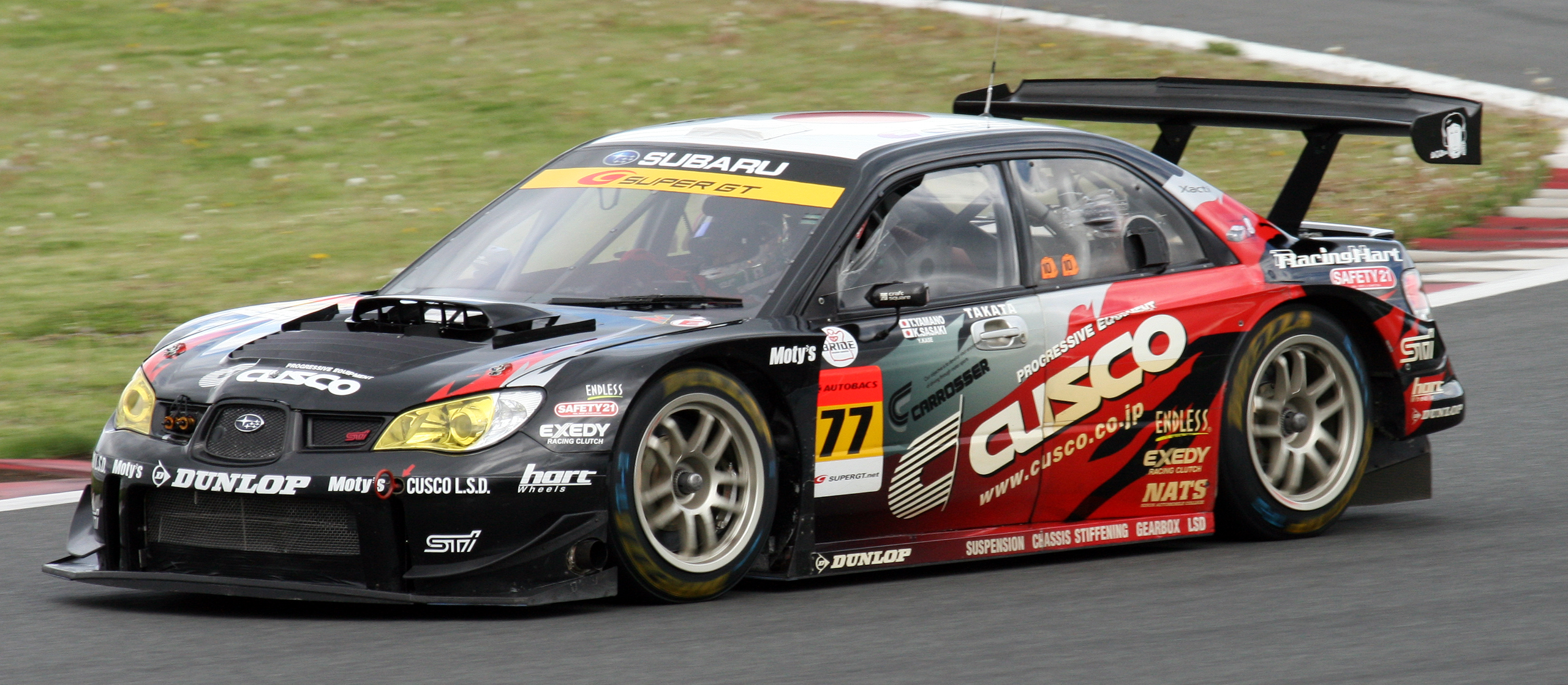
Спортпрототип Subaru Impreza в гонках на выносливость, 2008 год

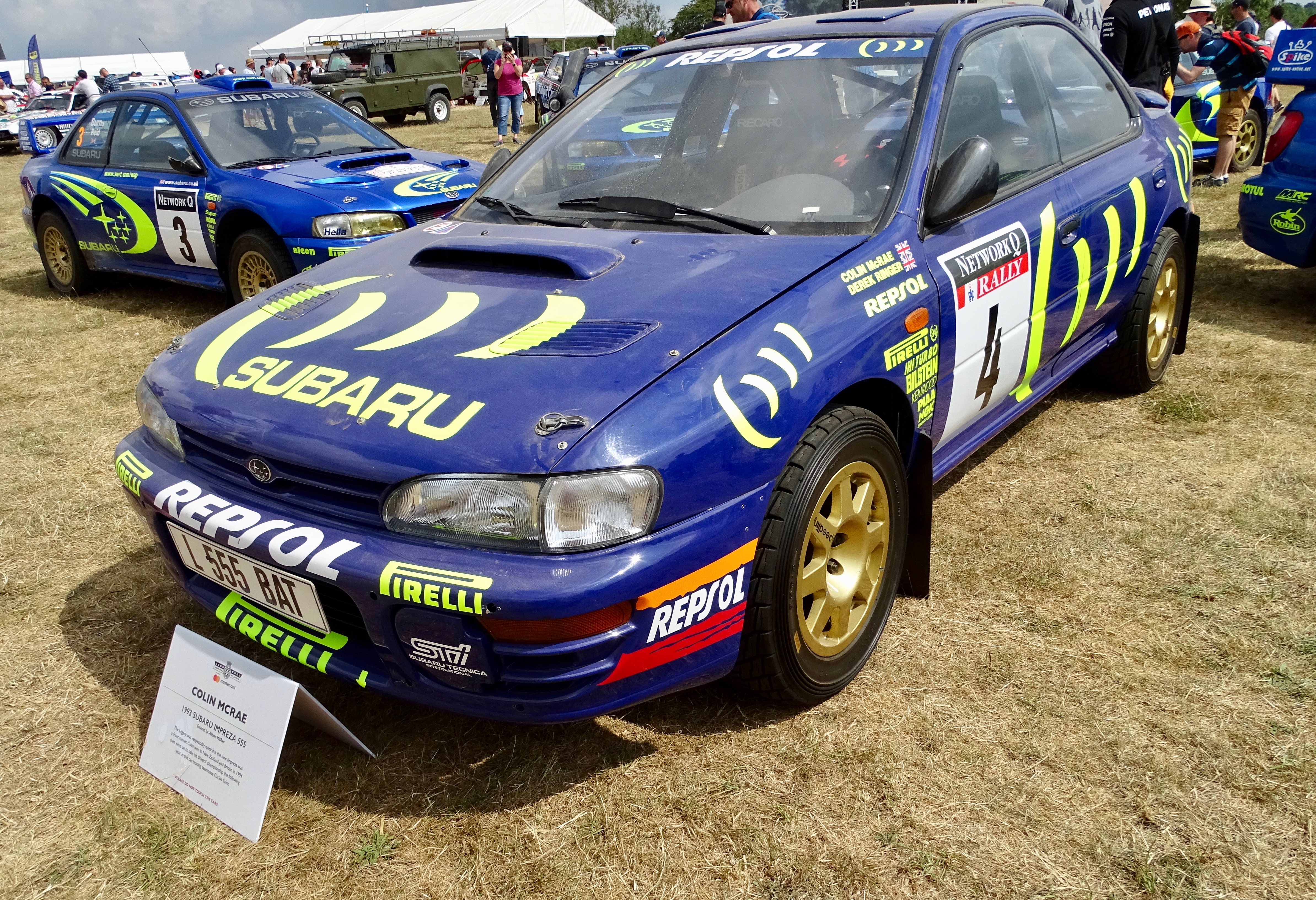
Знаменитая Subaru Impreza 1993 Колина Макрея

Различные версии STI участвовали во множестве различных видов гонок, начиная от состязаний мирового класса, заканчивая местными соревнованиями. В течение нескольких лет команда Subaru World Rally Team использовала раллийные версии Impreza, подготовленные совместно с британской компанией Prodrive для участия в чемпионате мира ралли. Звания чемпионов мира в личном зачёте добились пилоты коллектива Колин Макрей (1995), Ричард Бёрнс (2001) и Петтер Сольберг (2003), а также достигнуты три победы в Зачёте марок (в 1995, 1996 и 1997 годах).